# Misje boliwariańskie

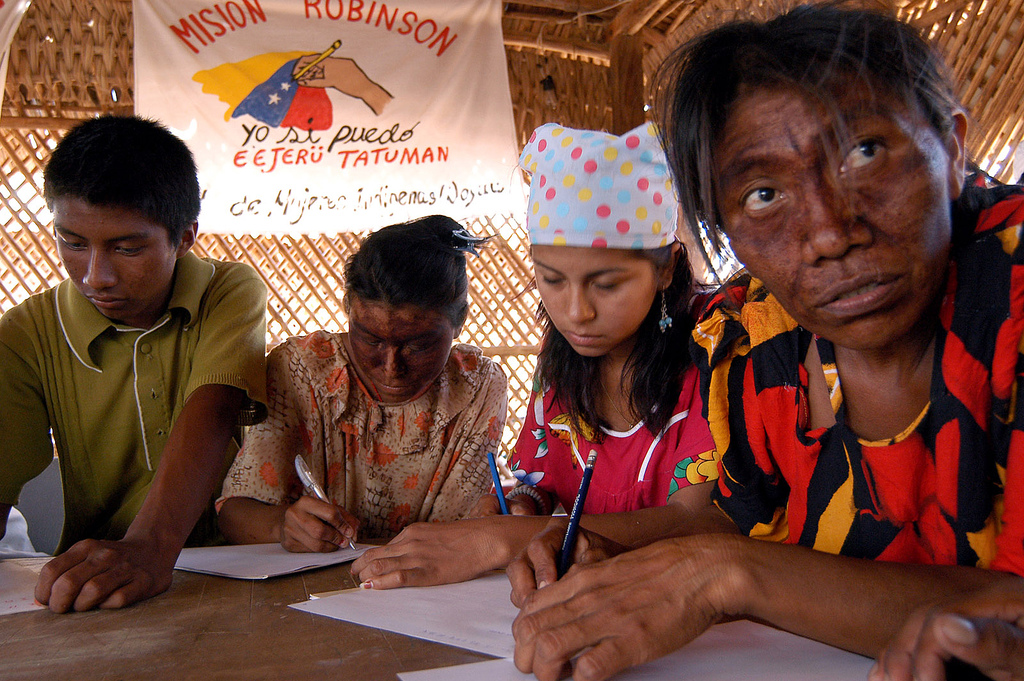
Misja Robinson zajmuje się promocją edukacji i walką z analfabetyzmem. Członkowie ludu Wayúu uczą się pisania

Misje boliwariańskie (hiszp. misiones bolivarianas) – seria programów dotyczących implementacji zasad sprawiedliwości społecznej, edukacji, walki z ubóstwem, wyborów oraz naboru do wojska wprowadzonych w czasie rządów prezydenta Wenezueli Hugo Cháveza.
Nazwa pochodzi od Simón Bolívara – bohatera walk o wyzwolenie Ameryki Południowej spod władzy Hiszpanów.